# La espera
La espera és una pel·lícula melodramàtica espanyola estrenada el 1956 i dirigida per Vicent Lluch i Tamarit. Fou rodada a Barcelona. El seu argument no era gaire interessant i va ser un fracàs de públic.

## Sinopsi
Es tracta d'un melodrama basat en el retorn a Espanya des de Rússia dels darrers voluntaris de la Divisió Blava. El seu tarannà era força patriòtic apologètic i anticomunista.

## Premis
Medalles del Cercle d'Escriptors Cinematogràfics
| Any  | Categoria                | Pel·lícula            | Resultat   |
| ---- | ------------------------ | --------------------- | ---------- |
| 1956 | Millor actriu secundària | Rosario García Ortega | Guanyadora |